# Nevada (Ohio)
Nevada é uma vila localizada no estado norte-americano de Ohio, no Condado de Wyandot.

## Demografia
Segundo o censo norte-americano de 2000, a sua população era de 814 habitantes.
Em 2006, foi estimada uma população de 775, um decréscimo de 39 (-4.8%).

## Geografia
De acordo com o United States Census Bureau tem uma área de
2,7 km², dos quais 2,7 km² cobertos por terra e 0,0 km² cobertos por água. Nevada localiza-se a aproximadamente 280 m acima do nível do mar.

## Localidades na vizinhança
O diagrama seguinte representa as localidades num raio de 16 km ao redor de Nevada.